# Heinkel He 162
Le Heinkel He 162 Volksjäger ou Salamander était un avion de chasse intercepteur de la fin de la Seconde Guerre mondiale. Propulsé par un turboréacteur, il fut avec le Messerschmitt Me 262 biréacteur l'un des premiers avions de combat à réaction opérationnels de l'histoire.

## Conception
Le Heinkel He 162 Volksjäger (« Chasseur du peuple », nom de baptême de la propagande), ou Salamander (« Salamandre »), fut conçu en dix semaines au cours de l'année 1944. Cet appareil répondait à un cahier des charges du Ministère de l'Aviation du Reich (RLM) de septembre 1944 pour un chasseur à réaction léger, facile à construire, facilement pilotable pour des pilotes n'ayant qu'une formation sommaire sur appareils militaires, et pouvant décoller et atterrir sur des pistes sommairement aménagées (notamment des routes goudronnées ou la célèbre autoroute Hambourg-Berlin, devenue un véritable aérodrome à la fin de la Seconde Guerre mondiale). Le concours fut remporté par Heinkel qui avait réalisé le premier avion à réaction expérimental Heinkel He 178 et le premier avion de combat Heinkel He 280.
Le projet fut critiqué par certains officiers allemands[réf. souhaitée]. Le General der Jagdflieger Adolf Galland, avec l'appui du chef d'état-major général, proposa d'abandonner le projet au profit de la production du Me 262. En effet, selon lui, les caractéristiques techniques du He 162 le rendaient inférieur au Me 262 : puissance insuffisante, autonomie et armement trop faibles, mauvaise visibilité et sécurité insuffisante en vol. Le projet ayant toutefois le soutien du Reichsmarschall Hermann Göring et du ministre de l'Armement Albert Speer, son développement se poursuivit malgré ces critiques.
Le premier vol du prototype eut lieu en décembre 1944. Celui-ci se révélant peu maniable, une nouvelle version fut mise au point sous la dénomination He 162 A-2, avec des dérives agrandies et des saumons d'ailes au dièdre négatif.
La construction de cet appareil ne nécessitait pas une main-d'œuvre fortement qualifiée et se contentait de peu de matériaux stratégiques, qui se faisaient rares à la fin de la guerre. Ceci ne contribua cependant pas à la qualité des exemplaires de série.
L'appareil était un monoplan à voilure médiane construite en bois et à fuselage en aluminium équipé d'un train d'atterrissage tricycle, d'un empennage bidérive, de deux canons Mauser MG 151 de 20 mm, et d'un turboréacteur BMW 109-003E-1/2 de 800 kg de poussée. L'implantation du réacteur sur le dos de l'appareil imposa aux concepteurs d'installer un siège éjectable, en raison du danger que posait une évacuation classique : le pilote aurait pu être aspiré par le moteur. La double dérive évitait à l'empennage d'être dans le flux d'air brûlant de la tuyère. Le He 162 se caractérisait également par sa faible envergure par rapport à sa longueur. Intercepteur avant tout, le He 162 n'avait de carburant que pour une demi-heure de vol au maximum. Il fut le seul appareil, avec l'Arado Ar 234, à avoir été mis en service avec le moteur BMW 003, initialement prévu pour le Me 262, mais remplacé par le Jumo 004 dans ce rôle car trop fragile à ses débuts.
Malgré tout, cet appareil, normalement destiné à des pilotes directement issus des centres de vol à voile de la Hitlerjugend, n'était pas un avion simple à piloter et requérait beaucoup d'attention de la part de ses pilotes, notamment du fait de la fragilité d'un réacteur peu fiable. Une autre opinion fut qu'en réalité il n'était pas plus difficile à manier qu'un autre appareil mais qu'il devait l'être « différemment », les réflexes acquis sur les avions normaux devenant dangereux avec lui : en d'autres termes, il lui aurait fallu des pilotes n'ayant rien connu d'autre avant lui[réf. nécessaire].

## Engagements
Quelques unités en furent équipées en avril-mai 1945 (notamment les I/ et II/JG 1) et l'utilisèrent dans des vols opérationnels. Selon certaines sources, les He 162 auraient remporté plusieurs victoires sur des appareils alliés. La seule victoire confirmée est celle remportée par le Leutnant Rudolf Schmitt le 4 mai 1945 sur un Hawker Tempest de la RAF (pilote : 
Flight Officer M. Austin). Schmitt fut lui-même abattu durant le combat,. Il est également le seul pilote à avoir survécu à l'utilisation du siège éjectable,. Ce maigre résultat s'explique par l'inexpérience des pilotes allemands de l'époque (la plupart des « as » de la Luftwaffe avaient été tués) et la supériorité numérique écrasante de leurs adversaires.
Si plusieurs He 162 furent perdus sur accidents, il semble que bien peu furent abattus en vol : l'avion était nettement plus rapide que les meilleurs chasseurs à hélice anglo-saxons et sa maniabilité (confinant à de l'instabilité pour un pilote maladroit) et sa petite taille en auraient fait un adversaire difficile à toucher.

## Autres caractéristiques
Les dernières séries de He 162 A-2 furent dotées des premiers sièges éjectables (d'abord installés sur le chasseur nocturne Heinkel He 219), ceux-ci étant devenus indispensables en cas de nécessité d'abandon de l'appareil du fait de la position dangereuse du réacteur en cas d'évacuation « classique ».

## Développements liés
Le He 162 fut la base de diverses études, telles que le He 162 C, à empennage « papillon », ou le He 162 D à ailes en flèche inversée. Ces deux concepts restèrent sur la planche à dessin, bien qu'ayant été largement étudiés par la suite par les ingénieurs aéronautiques des pays alliés.
L'Armée de l'air française récupéra trois He 162 en Allemagne en 1945. Ils furent évalués en vol par des pilotes d’essais français entre avril 1947 et juillet 1948. L'un d'eux (le He 162 A-2 WrNr.120015) est conservé depuis 1952 au musée de l'Air et de l'Espace du Bourget.

## Galerie

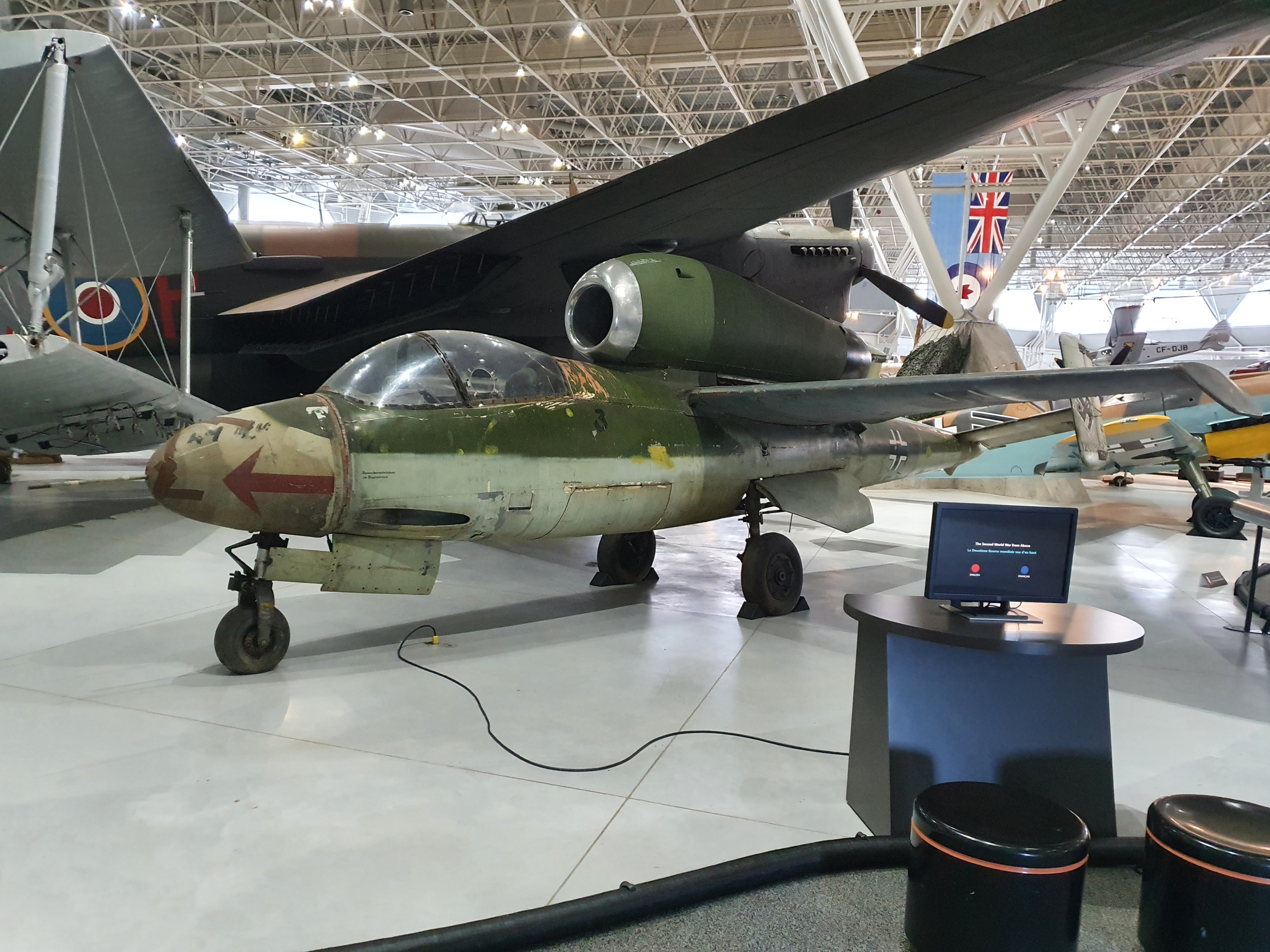
Heinkel He 162 A-2 'dans son jus', au Musée de l'aviation et de l'espace, Ottawa.
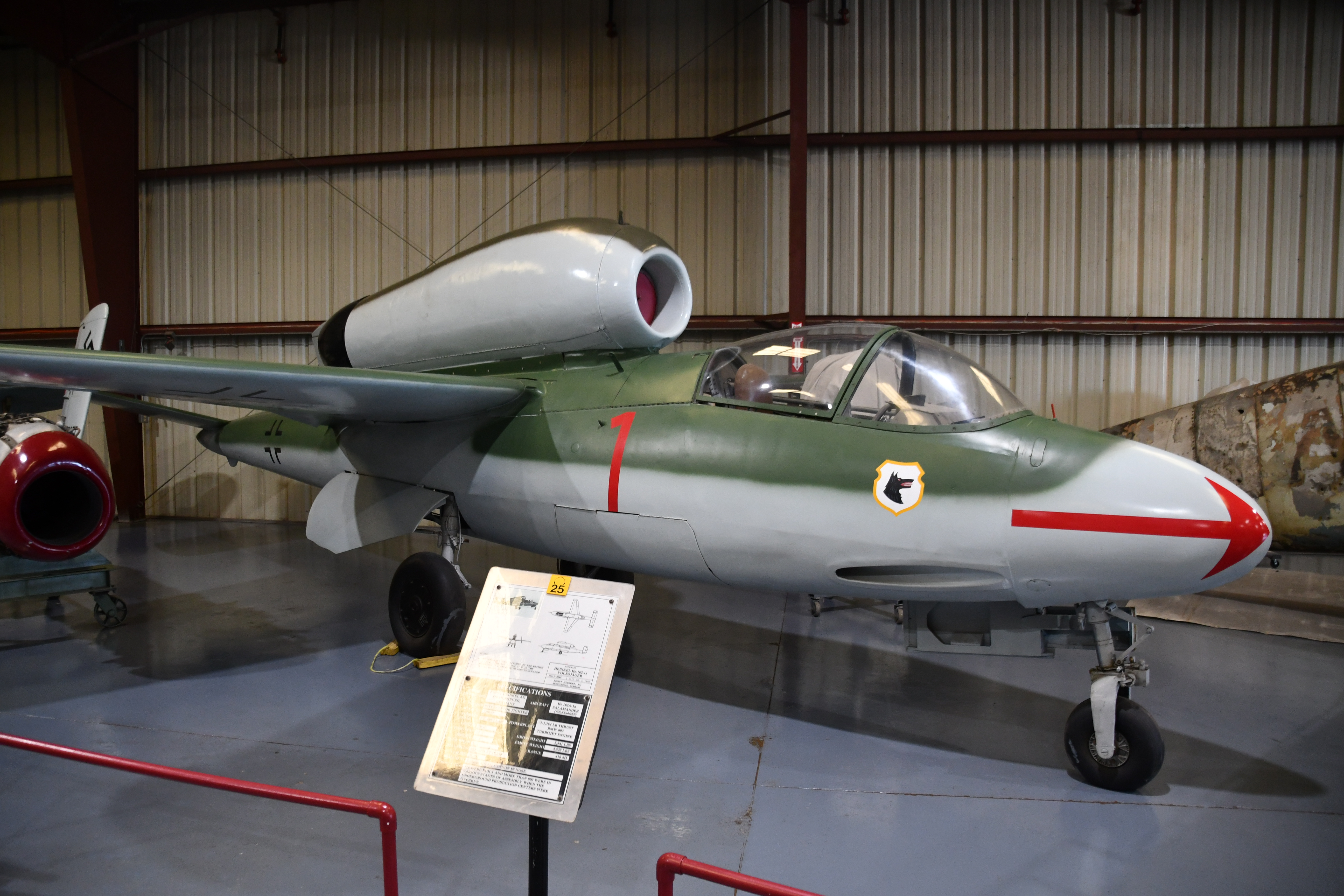
Heinkel He 162 A-1, Planes of Fame Museum - Chino, Californie
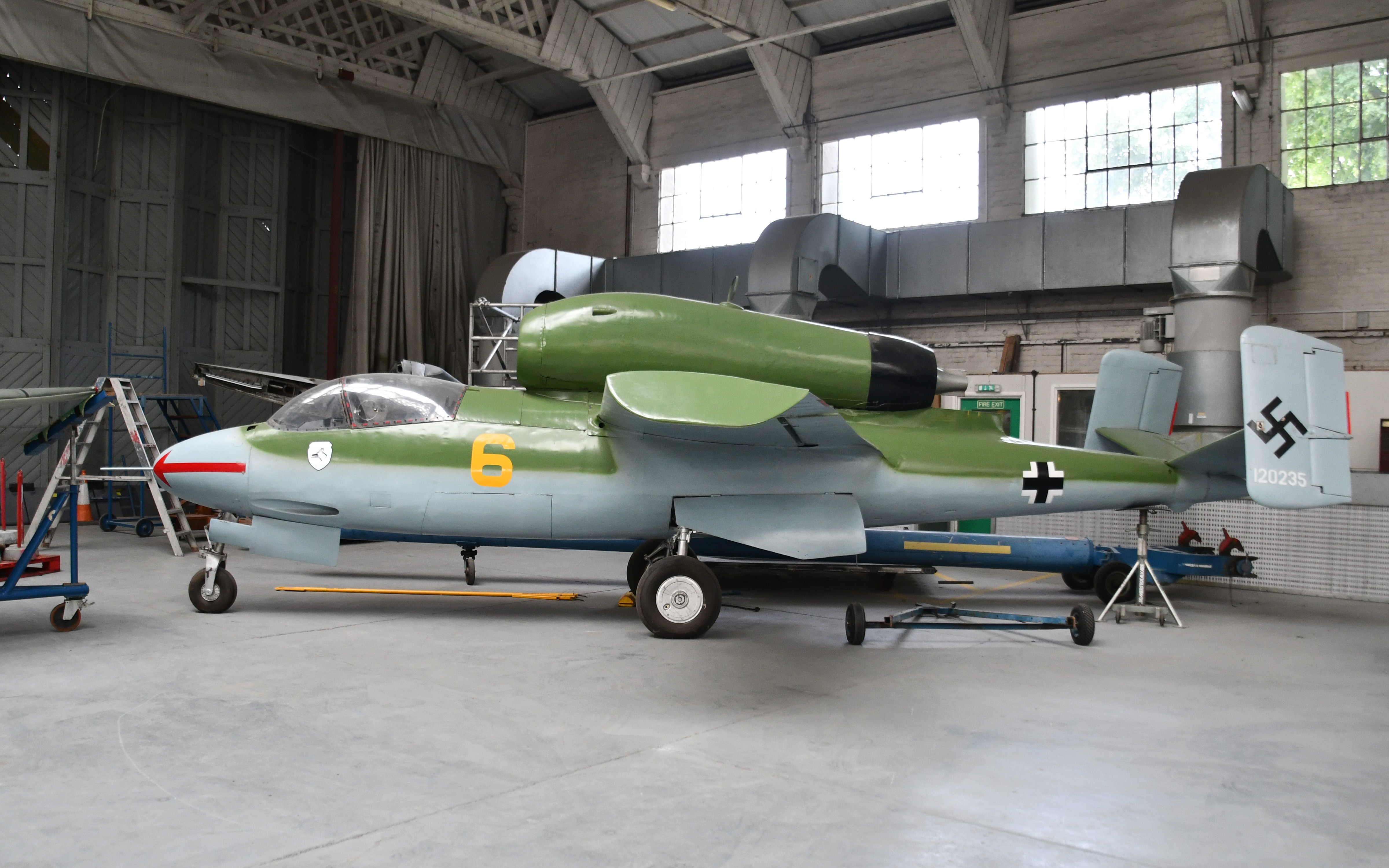
Heinkel He 162 A-2 - IWM Duxford
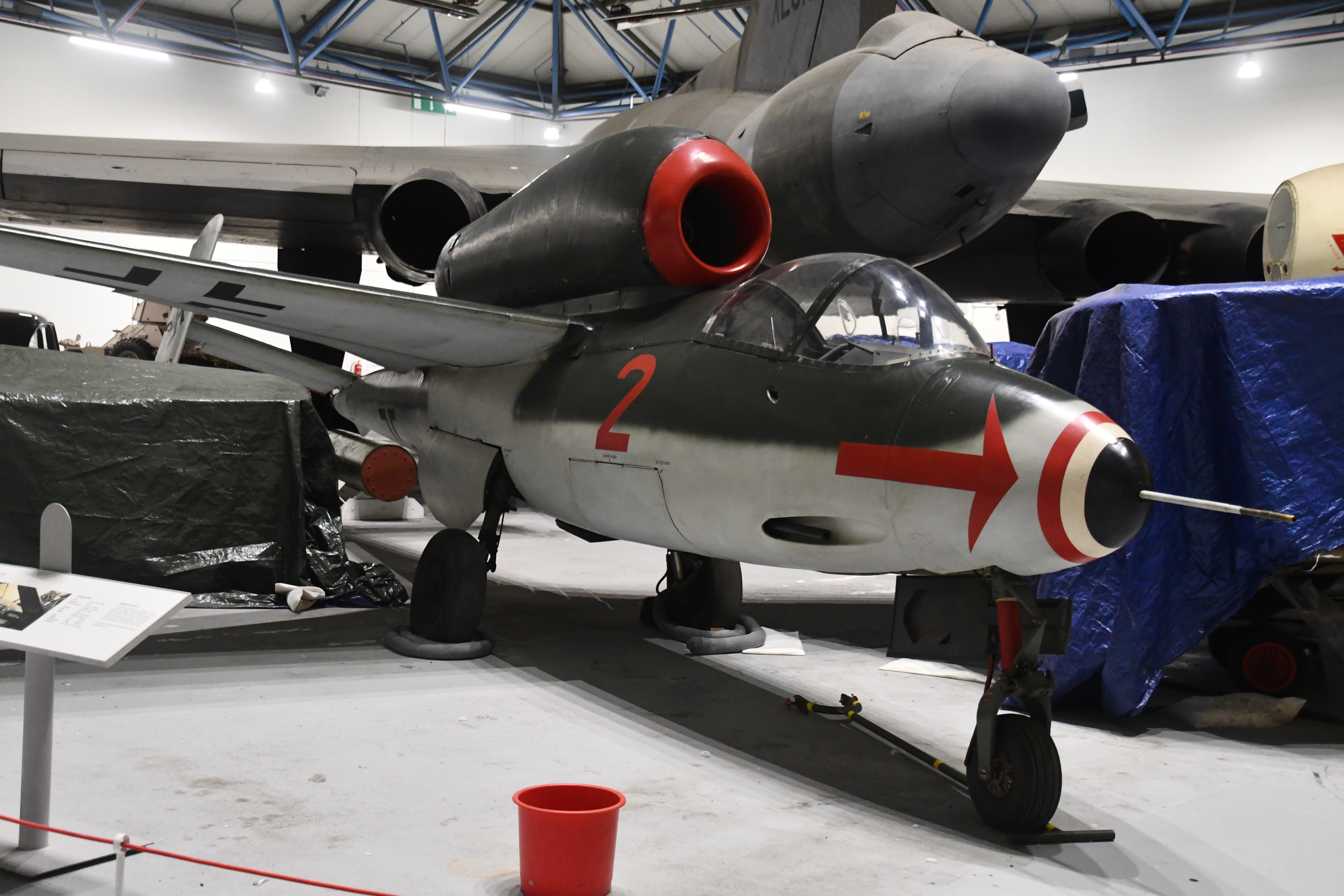
Heinkel 162 A-2, RAF Museum London